# George Gordon, II conte di Huntly
George Gordon, II conte di Huntly (prima del 1441 – Stirling, 8 giugno 1501), è stato un nobile scozzese.

## Biografia
Era il figlio primogenito di Alexander Gordon, I conte di Huntly e della sua seconda moglie Elizabeth Crichton.
È stato cancelliere di Scozia (1498-1501). Ha combattuto dalla parte del re contro i Douglas durante la ribellione dei Douglas e ha contribuito a garantire una sconfitta nella battaglia di Brechin. Completò i lavori di costruzione del Huntly Castle.

## Matrimonio
Il 20 maggio 1455 sposò Elizabeth Dunbar, la figlia di John Dunbar, IV conte di Moray. La coppia divorziò e non nacquero figli dal matrimonio.
Nel 1456 sposò Annabella Stewart, figlia di Giacomo I di Scozia. La coppia ebbe una figlia:
- Isabella (?-1485), moglie di William Hay, III conte di Errol (?-1507)

Ebbe l'annullamento il 24 luglio 1471, sulla base della consanguineità tra Annabella e Elizabeth.
Il 12 maggio 1476 sposò la sua amante Elizabeth Hay. Ebbero sette figli:
- Adam Gordon (?-17 marzo 1537-1538)
- Alexander Gordon, III conte di Huntly (?-21 gennaio 1523/24)
- Lady Catherine Gordon (1474-1537)
- William Gordon (?-9 settembre 1513)
- James Gordon
- Lady Agnes Gordon
- Lady Eleanor Gordon

La figlia di Gordon, Lady Catherine Gordon, era la moglie di pretendente Perkin Warbeck che sosteneva di essere Riccardo Plantageneto, I duca di York, il figlio più giovane di re Edoardo IV d'Inghilterra.

## Morte
Morì al Castello di Stirling, l'8 giugno 1501.